# Brachynomada roigella
Brachynomada roigella là một loài Hymenoptera trong họ Apidae. Loài này được Michener mô tả khoa học năm 1996.